# フョードル・ゴロヴィン

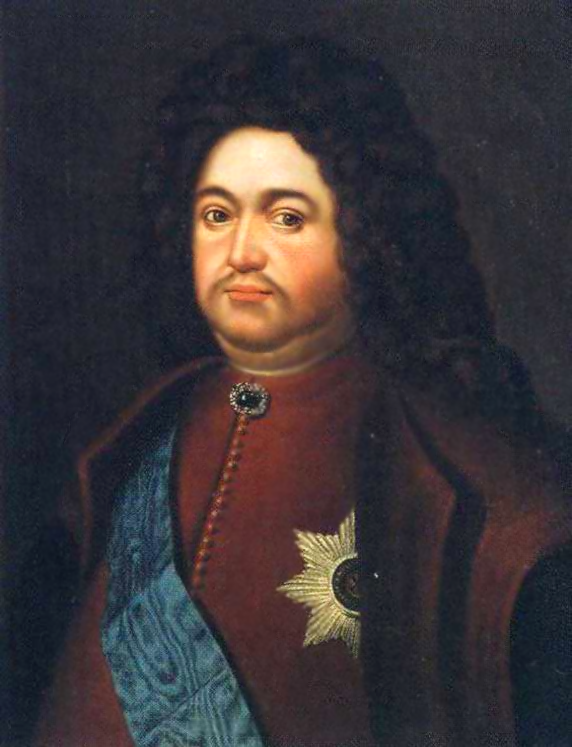
フョードル・アレクセーエヴィチ・ゴロヴィン伯爵

フョードル・アレクセーエヴィチ・ゴロヴィン伯爵（ロシア語: Фёдор Алексеевич Головин、1650年 - 1706年8月10日（グレゴリオ暦））は、ロシア・ツァーリ国最後のボヤール、初代ロシア帝国宰相。

## 生涯
ピョートル1世の姉ソフィア・アレクセーエヴナの摂政期（1682年 - 1869年）、アムール川に派遣され、アルバジン要塞を清国から守った。1689年、清国とネルチンスク条約を締結、アムール川を国境とした。1697年のピョートル1世の大使節団ではフランツ・レフォルトらとともに西欧に赴き、外国人会員を雇うなどして艦隊建設に必要なものを全てそろえた。1699年3月にレフォルトが死去すると後を継いで海軍元帥になった。同年にロシア初の伯爵に叙され、聖アンドレイ勲章を授与された。ゴロヴィンはさらに外交も主導、以降死去まで首相同然の地位にあった。ゴロヴィンは最初にオスマン帝国との講和を行った。すなわち、1699年のカルロヴィッツ条約においてロシアとオスマン帝国の間は3年間の休戦しか合意されておらず、ゴロヴィンは1700年6月13日のコンスタンティノープル条約を結び直して休戦を30年間に延長、さらにアゾフなどの領土を獲得した。
後に死去したとき、ピョートル1世はゴロヴィンの死を公表するための公文書を書き、自身の悲しみを綴った。

## 評価
ブリタニカ百科事典第11版によると、ゴロヴィンは諸国の宮廷に滞在したロシアの外交官の行動を統制したという。また、ゴロヴィンを同時代のロシアの政治家より優れていると評価したが、ほかの人々が政治家の初歩を学んでいるのに対しゴロヴィンがすでに現代的な政治家だっただけだという。